# Projets architecturaux de Catherine de Médicis

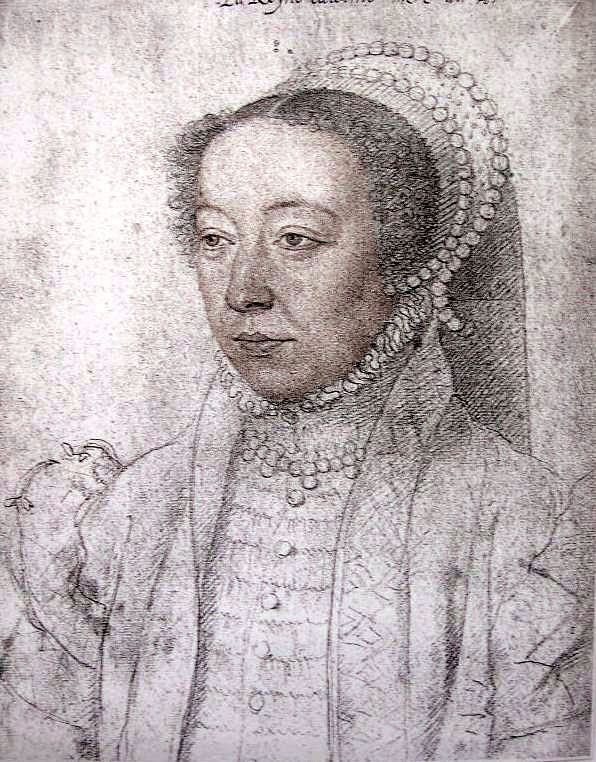
Catherine de Médicis, par François Clouet.

Les projets architecturaux de Catherine de Médicis ont inclus la chapelle des Valois à la basilique Saint-Denis, le palais des Tuileries et l'hôtel de la Reine à Paris, ainsi que des agrandissements au château de Chenonceau près de Blois.
Née en 1519 à Florence, de père italien et de mère française, Catherine de Médicis fut fille à la fois de la Renaissance italienne et de la Renaissance française. Elle grandit à Florence et à Rome sous la protection des papes Médicis : Léon X et Clément VII. En 1533, à l'âge de 14 ans, elle quitte l'Italie pour se marier avec le futur Henri II, alors duc d'Orléans, le deuxième fils du roi François Ier et de la reine Claude de France. Elle rentre alors à la plus belle cour de la Renaissance.
Le roi François Ier donne à sa belle-fille un exemple de royauté et de mécénat artistique qu'elle n'oubliera pas. Elle est témoin de ses immenses projets architecturaux à  Chambord et à Fontainebleau et assiste au travail collaboratif des artisans italiens et français, qui mettent en place le style qui deviendra celui de la première École de Fontainebleau. À la mort de François Ier en mars 1547, Henri d'Orléans monte sur le trône sous le nom d'Henri II et Catherine devient alors reine de France. Lorsque le roi reprend la guerre en 1552 contre Charles Quint, elle est nommée régente mais ce n'est qu'après la mort de son mari en 1559 puis celle de son fils François II, remplacé par son frère cadet Charles IX, alors âgé de 10 ans, que Catherine prend véritablement en main les rênes du pouvoir en tant que régente. Elle s'impose alors, à l'âge de 40 ans, comme patronne des arts et de l'architecture. Dans les 3 décennies qui vont suivre, elle lance une série de projets coûteux dans le but d'accroître la grandeur de la monarchie. Pendant cette période pourtant, les guerres de Religion paralysent le pays et fragilisent le prestige de la royauté.
Catherine adorait superviser chaque chantier personnellement. Les architectes de l'époque lui dédicaçaient des ouvrages, sachant qu'elle les lirait, ce qui fit dire au poète Pierre de Ronsard qu'elle préférait les maçons aux poètes. Si elle dépensa des sommes colossales à la construction de bâtiments et à l'embellissement de palais, il reste aujourd'hui peu de traces de ses investissements : une colonne dorique, quelques fragments dans un coin du jardin des Tuileries, une tombe vide à Saint-Denis. Les sculptures qu'elle avait commandées pour la chapelle des Valois ont été perdues ou sont disséminées, souvent abîmées ou incomplètes, dans les musées et les églises. La réputation de Catherine de Médicis en tant que mécène des Arts et de l'architecture demeure pourtant, tandis qu'ont disparus les dessins et traités de ses architectes, preuve de la vitalité de l'architecture française sous son patronage.

## Influences
Les historiens présument souvent que la passion de Catherine pour les arts provient de son héritage familial. « En tant que fille de Médicis », suggère l'historien d'art Jean-Pierre Babelon, « elle était mue par la passion de construire et le désir de laisser de grandes réalisations après sa mort » . Née à Florence en 1519, Catherine a vécu dans le Palais Médici-Riccardi, construit par Cosme de Médicis d'après les plans de  Michelozzo di Bartolommeo, puis à partir de 1530 à Rome, dans un autre palais Médicis (aujourd'hui appelé palais Madame), entourée des trésors de l'art classique et renaissant. Là, elle a pu admirer les meilleurs artistes et architectes de l'époque à l’œuvre dans la ville. Quand plus tard, elle passa elle-même commande de bâtiments en France, Catherine se tourna souvent vers les modèles italiens, basant par exemple le palais des Tuileries sur le Palais Pitti à Florence et projetant l'hôtel de la Reine avec en tête le Palais des Offices.
Quand Catherine quitte l'Italie en 1533 à l'âge de 14 ans pour se marier avec le futur Henri II, elle reste en contact avec sa Florence natale. Pourtant son goût mûrit rapidement à la cour du roi de France. Son beau-père impressionne profondément la jeune Catherine en tant qu'exemple de ce qu'un monarque doit être. Plus tard elle imitera sa coûteuse politique de grands travaux à la gloire de la dynastie, ses somptueux projets architecturaux s'inspirant de ceux du roi.
François Ier fut un constructeur invétéré. Il commença l'agrandissement du Louvre, ajouta une aile au vieux Château de Blois et construisit le grand Château de Chambord, qu'il montra fièrement à l'empereur Charles Quint en 1539. Il transforma aussi la loge du Château de Fontainebleau en un des plus beaux palais d'Europe, un projet qui continua sous Henri II. Des artistes tels que Rosso Fiorentino et le Primatice travaillèrent à la décoration intérieure, à côté des artisans français. Cette rencontre du maniérisme italien et du mécénat français créa un style original, plus tard connu sous le nom de première École de Fontainebleau. Caractérisé par des fresques et des reliefs en stuc en forme de cuir découpé, il imposa une mode décorative en France dans la 2e moitié du XVIe siècle. Catherine employa plus tard le Primatice pour dessiner sa chapelle des Valois. Elle soutint aussi la création française à travers les travaux des  architectes Philibert Delorme et Jean Bullant et du sculpteur Germain Pilon.

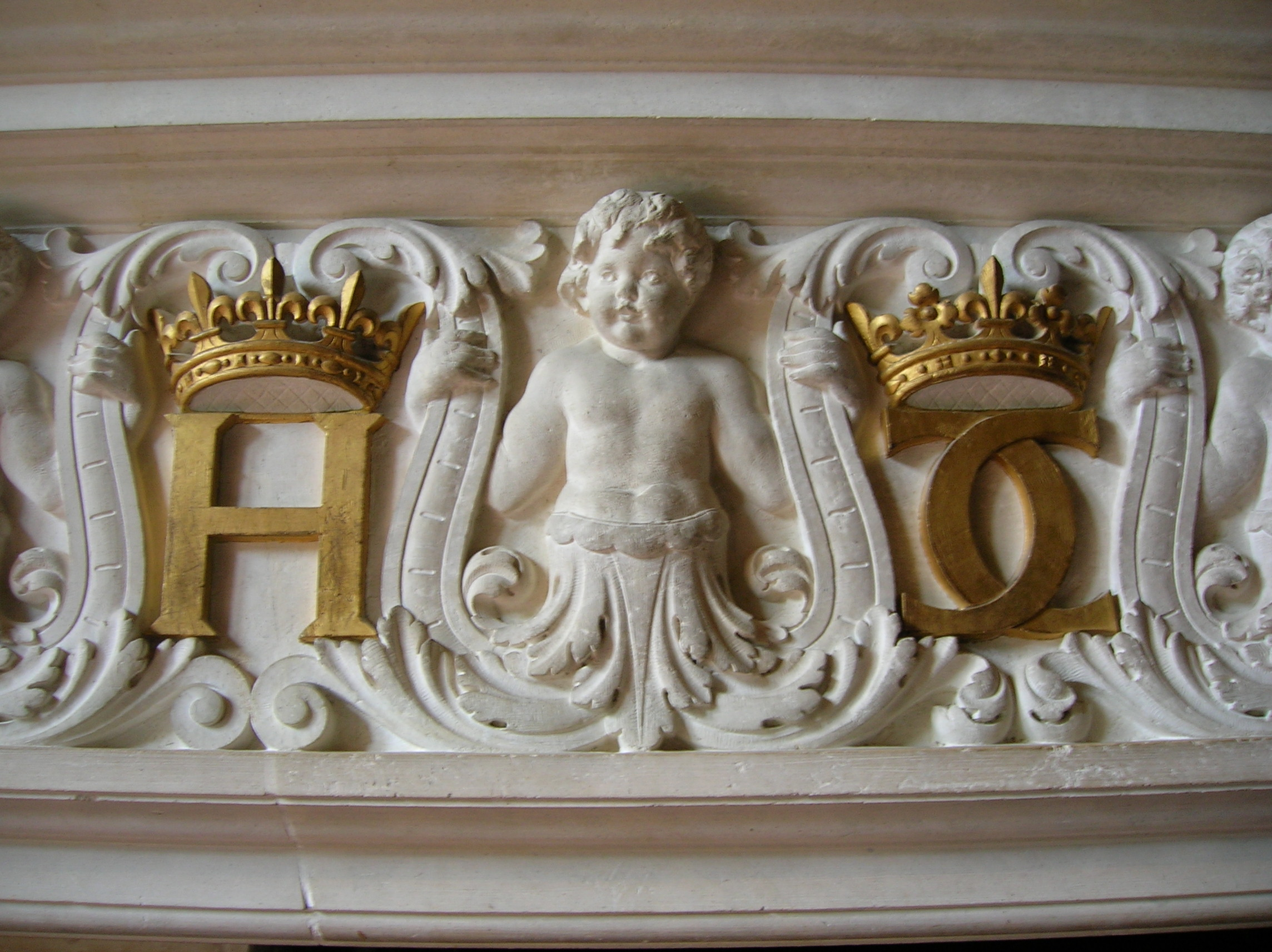
Initiales de Henri II et de Catherine sur une cheminée à Chenonceau

La mort d'Henri II lors d'un tournoi équestre en 1559 fut un tournant dans la vie de Catherine. Elle s'habilla de noir et changea son emblème (l'écharpe d'Iris ou arc-en-ciel) en une lance brisée, avec la devise : « De là viennent mes larmes et ma douleur ». Elle transforma ainsi son veuvage en atout politique qui validait son autorité pendant les règnes de ses trois fils. Elle tint à immortaliser son chagrin à la mort de son mari en faisant graver dans la pierre les emblèmes de son amour et de sa douleur et commanda un magnifique tombeau pour Henri dans une nouvelle chapelle royale édifiée à Saint-Denis.
En 1562, un long poème de Nicolas Houël associa Catherine à Artémise, qui fit ériger le mausolée d'Halicarnasse, une des sept merveilles du monde, en l'honneur de son défunt mari Mausole. Artémise agit aussi en tant que régente pour ses enfants et se passionna pour l'architecture. Catherine commanda aux artistes  Nicolò dell'Abbate et Antoine Caron d'illustrer le poème. Les dessins firent l'objet de  tapisseries, mais aucun n'a survécu. L'histoire d'Artémise forma une iconographie pour Catherine et renforça son autorité en tant que régente. Les régentes suivantes Marie de Médicis (1610–20) et Anne d'Autriche (1643–60) reprirent cette même iconographie.

## La rotonde des Valois
En hommage à Henri II, Catherine décida d'ajouter une nouvelle chapelle à la Basilique Saint-Denis, où les rois de France étaient traditionnellement enterrés. Au centre de cette chapelle circulaire, parfois appelée rotonde des Valois, elle commanda un magnifique et original tombeau pour Henri et elle-même. Le dessin de ce tombeau devait intégrer les effigies funéraires du roi et de la reine ainsi que d'autre statues à travers la chapelle, créant ainsi une vaste composition spatiale.

### Architecture
Pour mener à bien le projet de la chapelle, Catherine choisit le Primatice qui avait déjà travaillé pour Henri II à Fontainebleau. Il dessina une chapelle ronde, couronnée par un dôme qui jouxtait le transept nord de la basilique. L'intérieur et extérieur de la chapelle devaient être décorés de pilastres, colonnes et épitaphes en marbre coloré. Le monument devait abriter six autres chapelles encerclant les tombes d'Henri et Catherine. Ce plan circulaire résolvait le problème auquel avaient dû faire face les frères Giusti et Philibert Delorme lors de la construction des précédentes tombes royales. Alors que le concept Delorme pour le tombeau de François Ier impliquait une vision soit de face soit de côté, celui du Primatice permettait de regarder la tombe de tous les côtés. L'historien d'art Henri Zerner a appelé ce plan « un grand drame ritualiste qui aurait rempli l'espace céleste de la rotonde ».
Les travaux de la chapelle commencèrent en 1563 et s'étendirent sur les deux décennies suivantes. Le Primatice mourut en 1570 et l'architecte Jean Bullant reprit le projet deux ans plus tard. Après la mort de Bullant en 1578, ce fut Baptiste Androuet du Cerceau qui s'y attela. Le chantier fut finalement abandonné en 1585. Inachevé, il sera démoli en 1719 tandis qu'en 1793, les tombes seront profanées et les os de Henri et Catherine jetés dans une fosse avec les restes des rois et reines de France.

### Tombeau

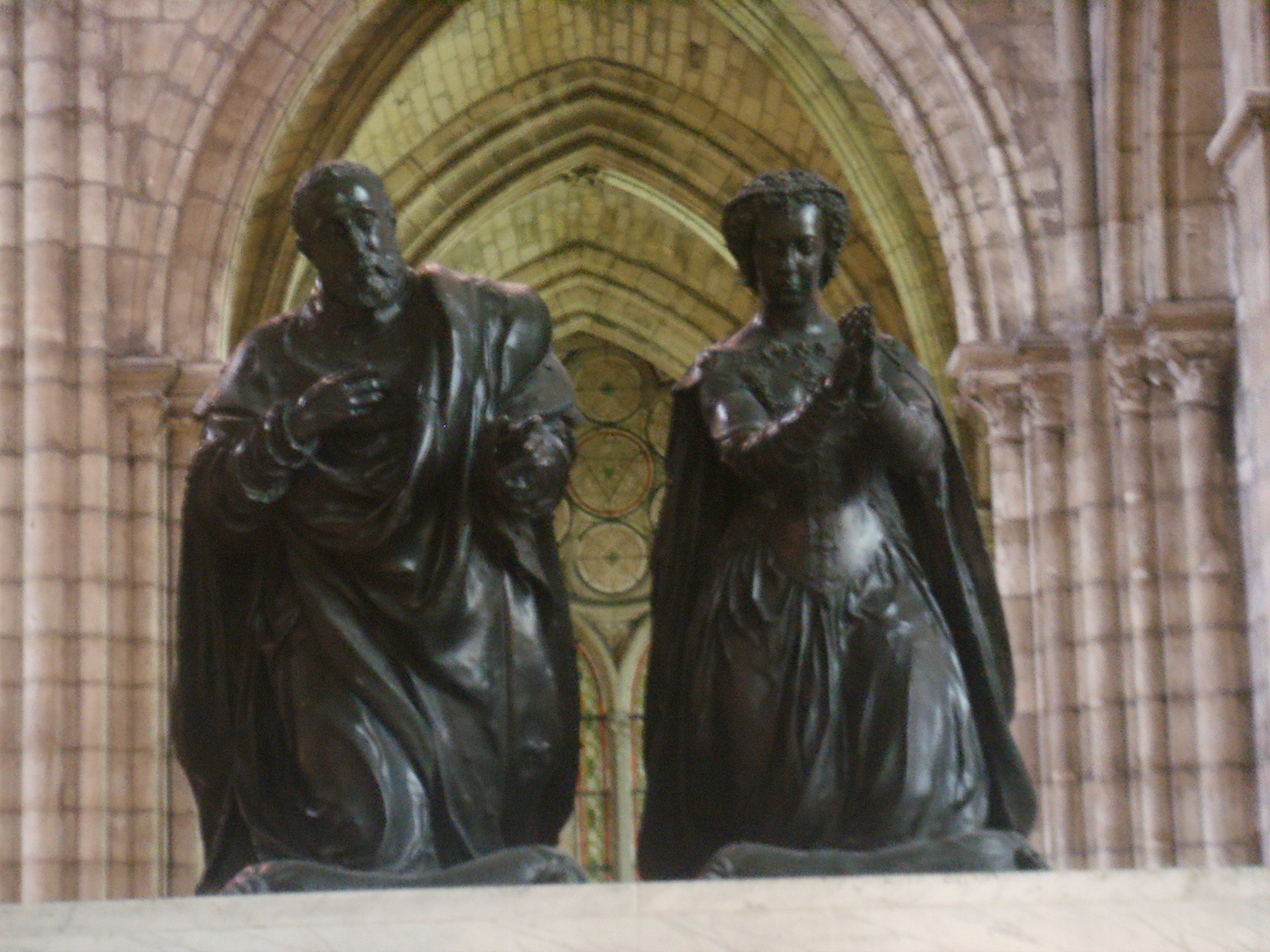
Effigies tombales d'Henri II et de Catherine de Médicis à la basilique Saint-Denis, exécutées par Germain Pilon

Selon Ziener, il s'agit "de la dernière et la plus superbe des tombes royales de la Renaissance". Le Primatice lui-même dessina sa structure, qui éliminait les traditionnels bas-reliefs et minimisait l'ornementation. Le sculpteur Germain Pilon, qui exécuta les statues pour le tombeau de François Ier, créa deux effigies sur le tombeau qui représentaient la mort en bas et la vie éternelle en haut. Le roi et la reine, coulés en bronze, sont agenouillés en prière (motif des 'priants') sur un dais de marbre supporté par douze colonnes en marbre. Leur pose fait écho aux tombes voisines de Louis XII et de François Ier. La sensibilité de Pilon pour la matière donne aux statues un grand sens du mouvement.
Les gisants du roi et de la reine reposent dans la crypte. Girolamo della Robbia reçu la commande d'origine pour réaliser le corps de la reine mais sa sculpture d'une  reine émaciée resta inachevée en 1566 (conservée aujourd'hui au Louvre). Le corps de la reine suggère le sommeil plutôt que la mort tandis qu'Henri pose de manière saisissante avec sa tête en arrière. À partir de 1593, Pilon exécute deux autres gisants de Catherine et Henri en tenue de sacre, destinés à orner l'autel de la chapelle. Catherine y figure de manière plus réaliste, avec un double menton. Pilon réalisa les quatre statues en bronze des vertus cardinales placées aux quatre coins de la tombe ainsi que les reliefs autour de la base qui rappellent le travail de Pierre Bontemps pour le monument du cœur de François Ier.

### Statuaire

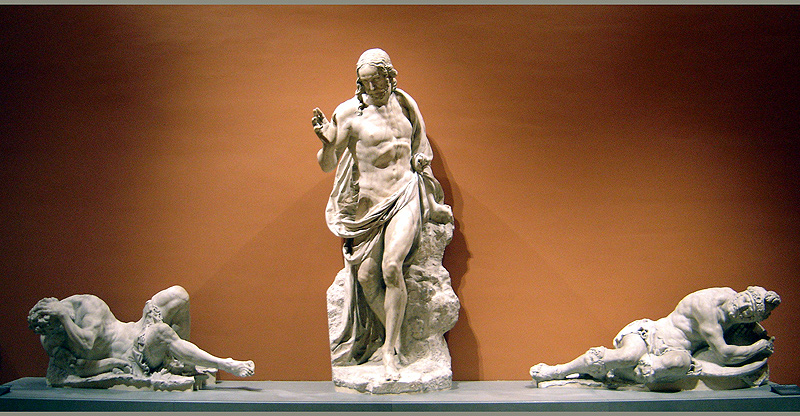
Fragments de la Résurrection (1580s) par Germain Pilon, commandée par Catherine de Médicis pour la rotonde des Valois (Musée du Louvre).

Dans les années 1580, Pilon commence à travailler sur les statues des chapelles devant encercler le tombeau. Parmi elles, la fragmentaire Résurrection (Musée du Louvre) était destinée à faire face au tombeau à partir d'une chapelle secondaire. Cette idée, il la doit clairement à Michel-Ange qui avait dessiné les tombeaux et statues funéraires du père de Catherine dans une des chapelles des Médicis à la  Basilique San Lorenzo à Florence. La statue de St François en extase (aujourd'hui dans l'église de St Jean et St François) marque selon Anthony Blunt un éloignement de la tension propre au maniérisme et annonce le Baroque. Il semble avoir été moins influencé par le style classique et linéaire d'un Jean Goujon que par les décorations expressives du Primatice à Fontainebleau. À travers ses sculptures, Pilon décrit ouvertement des émotions extrêmes, allant presque jusqu'au grotesque. Son style a été interprété comme le reflet d'une société tiraillée par les conflits religieux de l'époque.

## Château de Montceaux-en-Brie
En 1555, Catherine de Médicis s'installe au Château de Montceaux près de Meaux (Seine-et-Marne) dans cette habitation qu'Henri II lui a cédée et où, désireuse d'avoir sa propre demeure, elle commence des travaux qui ne seront pas achevés à sa mort. Le bâtiment, commencé en 1547, consistait en un corps de logis principal flanqué de deux ailes avec quatre pavillons d'angles. Catherine désirait notamment aménager l'allée dans le jardin où Henri avait l'habitude de jouer au jeu de paume. Pour cette commande, elle s'adresse à Philibert Delorme, Commissaire des Bâtiments de la Couronne depuis 1548. Celui-ci  aménage une grotte qu'il installe sur une base imitant un rocher et sur lequel les invités peuvent admirer les jeux. Les travaux s'achèvent en 1558 mais n'ont pas survécu. À la mort de Catherine en 1589, le château est saisi par les créanciers mais racheté in extremis par Henri IV qui l'offre à sa maîtresse Gabrielle d'Estrées puis à sa femme Marie de Médicis ce qui justifia son nom de Château des Trois Reines. Laissé à l'abandon à partir de 1640, il sera démoli par décret révolutionnaire en 1798. Seules ont été épargnés la chapelle du pavillon sud-ouest de l’avant-cour et les bâtiments attenants que l'on peut visiter.

## Tuileries
Après la mort d'Henri II, Catherine abandonne l'hôtel des Tournelles, où Henri II s'était reposé après qu'une lance lui ait gravement percé l'œil lors d'une joute. Pour remplacer les Tournelles, elle décide en 1563 de se construire une nouvelle résidence parisienne sur le site d'anciennes tuileries. Le site est proche de la réserve du Louvre, où elle garde sa maison. Le terrain s'étendait le long des berges de la Seine et offrait une vue sur la campagne au sud et à l'ouest. Les Tuileries étaient le premier palais que Catherine avait entièrement planifié. Il allait devenir le plus grand projet de construction royale du dernier quart du XVIe siècle en Europe occidentale. Ses plans de construction massifs auraient transformé l'ouest de Paris, en un complexe monumental.

## Saint-Maur-des-Fossés
Le palais de Saint-Maur-des-Fossés, au sud-est de Paris, était un des autres projets inachevés de Catherine de Médicis . Elle acheta ce bâtiment, sur lequel Philibert Delorme avait travaillé, aux héritiers du cardinal Jean du Bellay, après la mort de ce dernier en 1560. Puis, elle chargea Delorme de terminer le travail qu'il avait commencé. Des dessins de Jacques Androuet du Cerceau conservés au British Museum peuvent éclairer les intentions de Catherine pour Saint-Maur. Ils montrent un plan avec un agrandissement de chaque aile en doublant la taille des pavillons à côté du bloc principal de la maison. La maison devait rester sur un étage, avec un toit plat et des pilastres rustiques. Ainsi, les extensions ne déséquilibreraient pas les masses du bâtiment si on l'observe de côté.

## Chenonceau
Catherine a eu pour projet d'agrandir le château de Chenonceau, cet agrandissement aurait été de taille car le château actuel n'aurait été qu'une petite partie d'un immense manoir sur l'eau.
En 1576, elle fait édifier sur le pont de Diane de Poitiers, deux galeries superposées formant un espace de réception unique au monde, et donnant au château son aspect actuel, avec une longueur de soixante mètres pour une largeur de six mètres et comportant dix-huit fenêtres dans sa totalité. Catherine a dilapidé sa fortune personnelle en fêtes et prébendes, ses ressources considérables ne suffisent plus à s'acquitter de ses dépenses en constructions, mobiliers et œuvres d'art. La reine-mère est contrainte d'emprunter à des taux usuraires. Malgré le cumul des emprunts, les travaux se poursuivent à Chenonceau. Mais pour une raison inconnue, les agrandissements sur la rive gauche du Cher sont interrompus. Des pierres d'attente, visibles encore aujourd'hui, ne recevront pas le pavillon envisagé. Le chantier de Chenonceau continue dès lors sur la rive droite, par l'élévation du bâtiment des Dômes et la Chancellerie de 1580 à 1585. La réception des constructions a lieu le 23 août 1586 et l'ambitieux projet de Catherine de Médicis prend fin ce jour-là.